# Suba Sára
Suba Sára (Debrecen, 1999. június 11. –) magyar junior világbajnok kézilabdázó,kapus. Az MTK játékosa.

## Pályafutása

### Klubcsapatokban
Pályafutását tizenkét éves korában az akkor megyei osztályban szereplő NKK Balmazújváros csapatában kezdte. Gyermekkorában a kézilabda mellett kipróbálta a labdarúgást és a szertornát is. A Balmazújváros felnőtt csapatának tagjaként a harmadosztálynak megfelelő NB II-ben és a másodosztállyal megegyező NB I/B-ben is védett. 2015 nyarán igazolta le a Ferencváros, 2016 szeptemberében a klub színeiben mutatkozott be a magyar élvonalban egy Kispest elleni bajnokin. 2017 nyarán a Ferencváros kölcsönadta a szintén élvonalbeli Vác csapatának. 2019 februárjában szerződést hosszabbított a Ferencvárossal, egyúttal bejelentették, hogy a következő szezontól az MTK játékosa lesz, ugyancsak kölcsönben. A Handball-Planet.com internetes szakportál őt választotta meg a 2019-2020-as idény legjobb utánpótláskorú kapusának. Miután 2022 februárjában a Ferencváros kapusa, Bíró Blanka megsérült, és így a csapatban csak egy kapus maradt, Subát visszarendelték az MTK-tól. 2023 nyarán a német élvonalban szereplő SV Union Halle-Neustadtba folytatta pályafutását. Alapembere lett új csapatának, 2023 decemberében a HSG Bensheim/Auerbach elleni 20-20-as döntetlen alkalmával 22 védést mutatott be a találkozón.

### A válogatottban
2015-ben hívták meg először a korosztályos-válogatottba. A 2017-es junior-világbajnokságon negyedik helyen végzett a magyar csapattal, részt vett a hazai rendezésű 2018-as junior női kézilabda-világbajnokságon, amelyen a magyar válogatott csapatával aranyérmet szerzett. A szülővárosában rendezett torna norvégok elleni döntőjében csapata egyik legjobbja volt bravúros védéseivel.